# Dirck en Wouter Crabeth

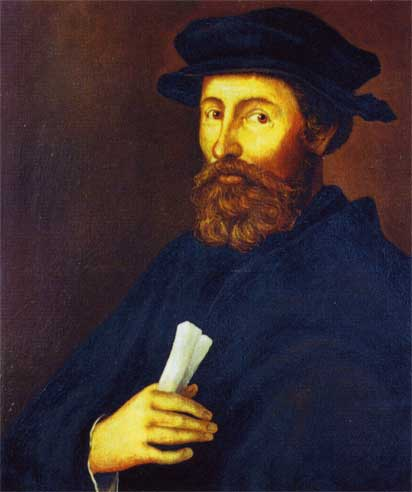
Dirck Crabeth

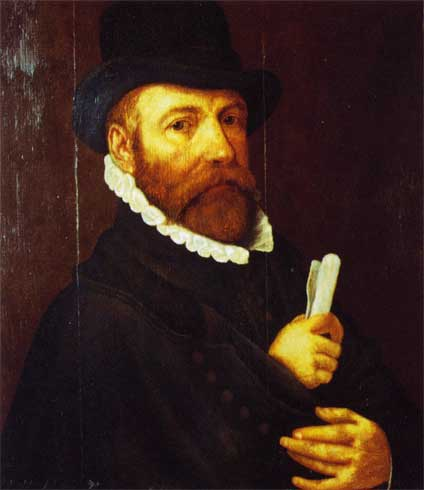
Wouter Crabeth

Dirck Pieterszoon Crabeth (circa 1505 - 1574) en Wouter Pieterszoon Crabeth (circa 1520 - 1589) zijn twee 16e-eeuwse Goudse glazeniers van wie de vader mogelijk afkomstig was uit Cuijk.

## De gebroeders Crabeth en Gouda
Er bestond reeds langer activiteit op het gebied van de glasschilderkunst in Gouda (of Tergouw, zoals de stad heette) voordat de gebroeders Dirck en Wouter Crabeth hier actief werden. Dat is op te maken uit de Stadsrekeningen. De grote bloei zette zich in met het werk van Dirck, toen hij na de grote kerkbrand in 1552 opdracht kreeg om ramen van gebrandschilderd glas voor de St.-Janskerk te maken.
Reeds in 1555, drie jaar na de brand, werd het eerste raam achter het hoofdaltaar aangebracht, 'De doop van Jezus door Johannes de Doper'. Filips II gaf de opdracht tot het maken van het monumentale Koningsglas, zogenaamd het Zevende Glas, evenals Margaretha van Parma van het Hertoginneglas. 
Hetzelfde deed George van Egmond, bisschop van Utrecht. Ook Prins Willem van Oranje schonk een glas-in-loodraam, evenals velen na hem. Verder maakte Dirck naast schilderstukken en tekeningen ook ontwerpen voor het weven van gobelins. 
Een rekening (berustend in het archief van de rekenkamer van de hertog van Brabant) geeft een aanwijzing dat de vader van Dirck en Wouter uit Cuijk zou komen. Hij ("meester Peter Crabout") was daar glasmaecker geweest. Over het persoonlijk leven van de gebroeders Crabeth is weinig bekend. 
Nakomelingen had Dirck niet, maar zijn broer Wouter, ook een begenadigd kunstenaar, had deze wel. Deze afstammelingen zouden diverse bestuurlijke functies bekleden in het stadsbestuur van Gouda. Zijn zoon Pieter was burgemeester van Gouda en zijn naar hem genoemde kleinzoon Wouter Crabeth was kunstschilder en lid van de Bentvueghels.

Dirck Crabeth was bevriend met de Goudse schilder Cornelis Jacobsz Ketel en moedigde diens gelijknamig neef Cornelis Ketel aan eveneens te gaan schilderen.
Van de gebroeders Dirck en Wouter Crabeth zijn een 20-tal ramen te zien in de St.-Janskerk. De circa 20 meter hoge ramen behoren tot het rijksmonumentale erfgoed en trekken ook internationale belangstelling.

## Cartons

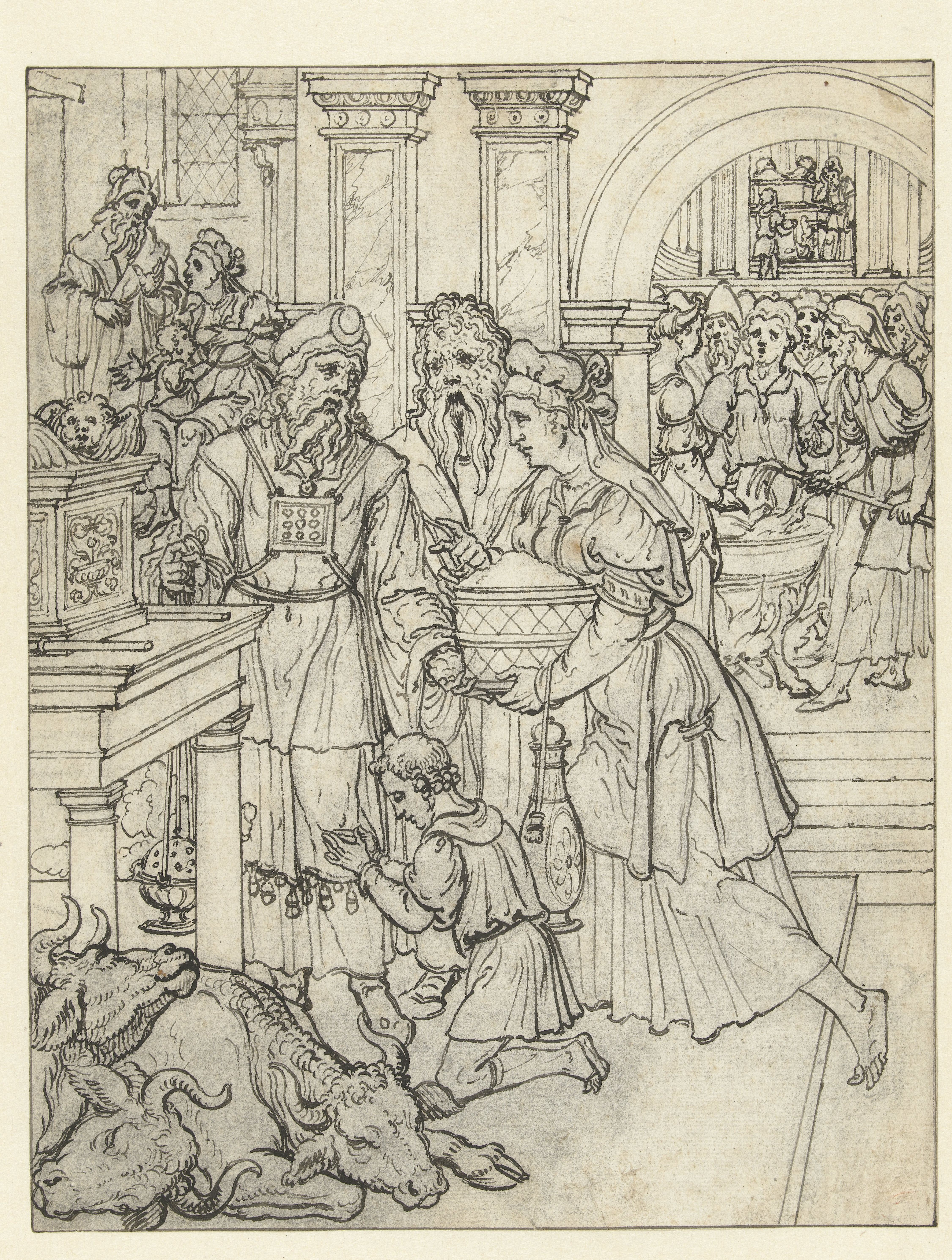
Carton met Samuel en zijn ouders voor de hogepriester Eli door Dirck Pietersz. Crabeth

Het kerkbestuur vroeg na voltooiing van een raam in de St-Janskerk de glasschilders hun ontwerptekeningen in te leveren. Crabeth kreeg in ruil daarvoor nieuw papier. De tekeningen hebben ware grootte. De cartons van Crabeth, maar ook van andere kunstenaars worden aan het publiek getoond in het Museum Gouda.

## Fotogalerij met voorbeelden van het werk van de gebroeders Crabeth uit de St. Janskerk te Gouda

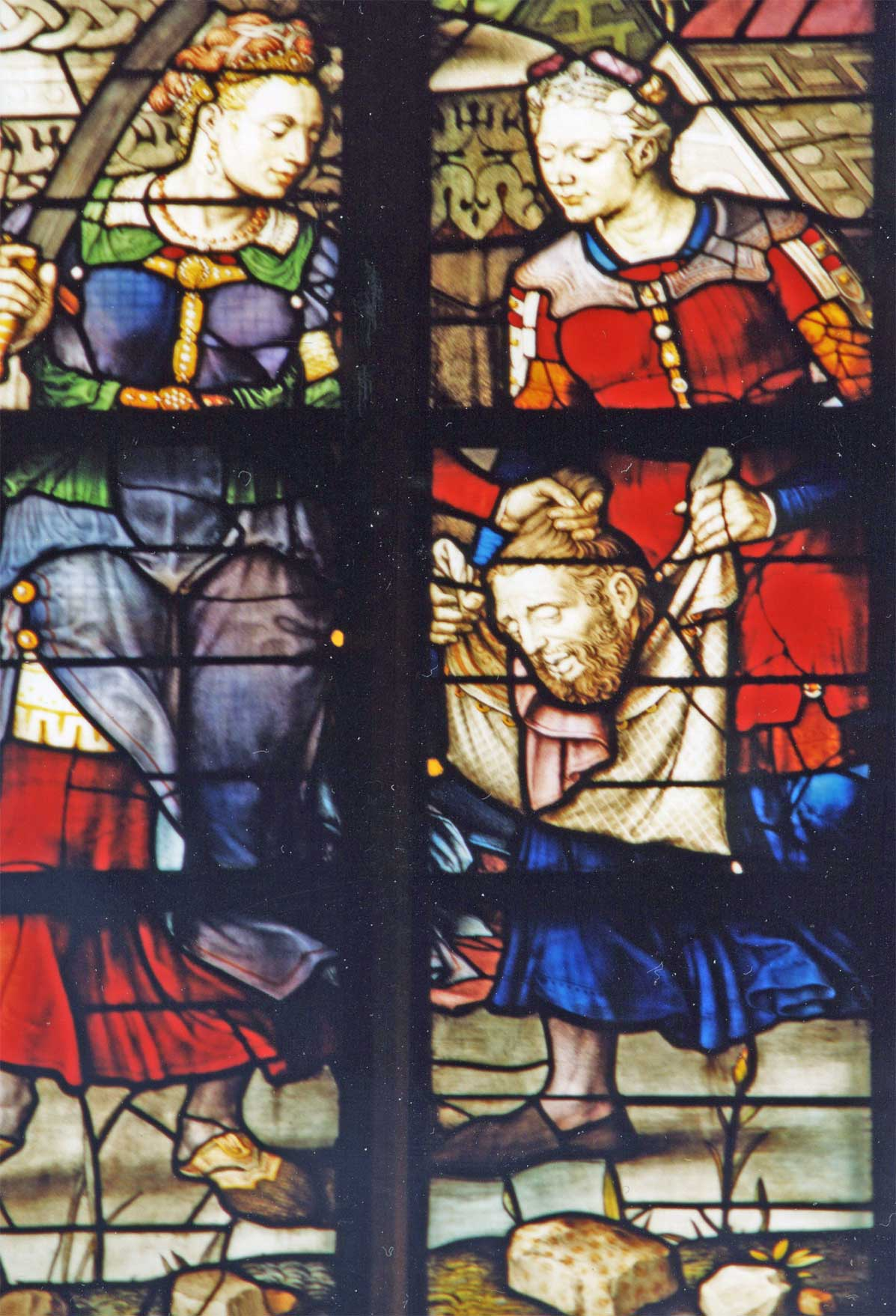
Judith en Holofernes - detail glas 6 St. Janskerk (Dirck Crabeth - 1571)
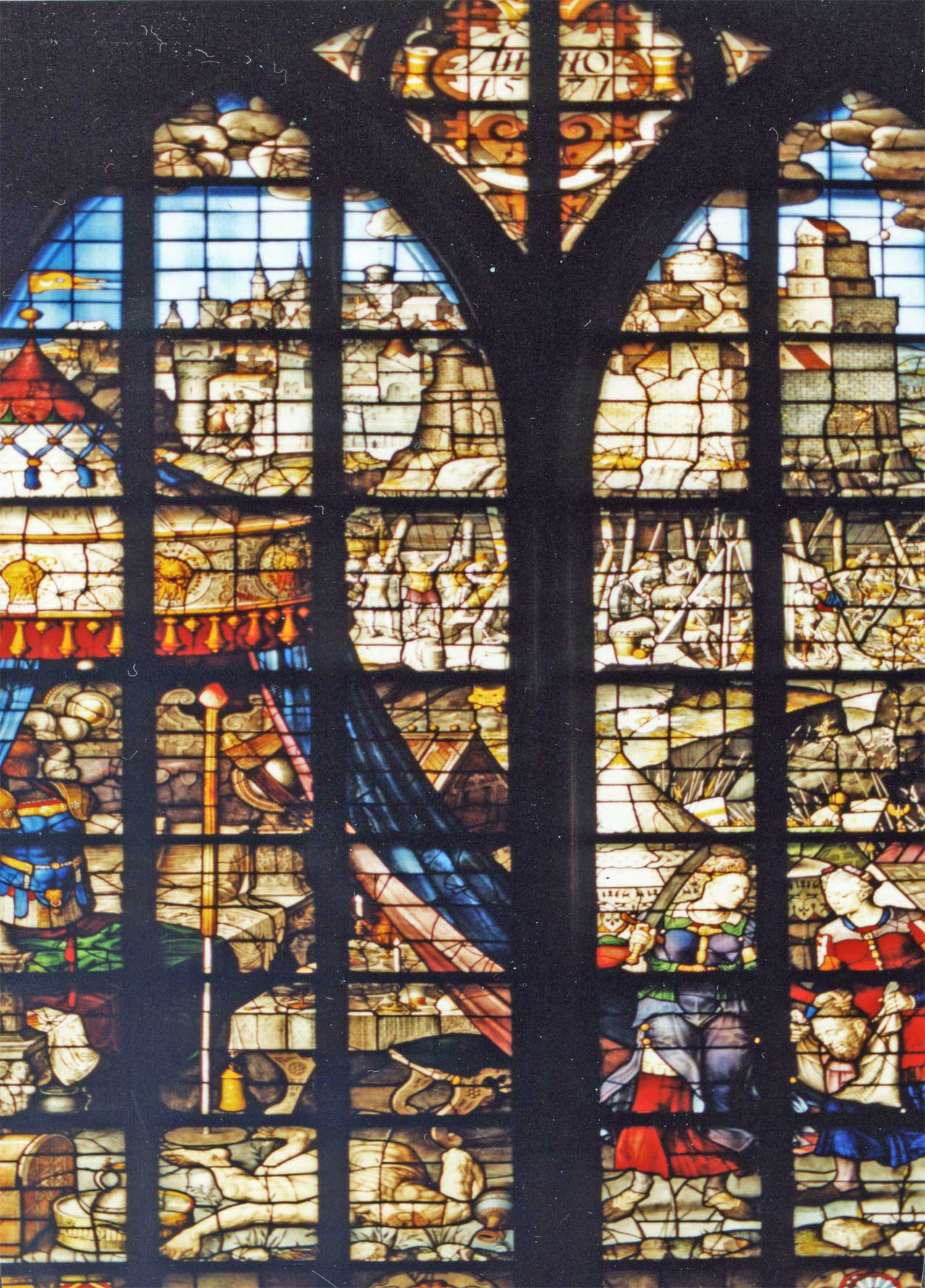
Judith en Holofernes - glas 6 St. Janskerk (Dirck Crabeth - 1571)
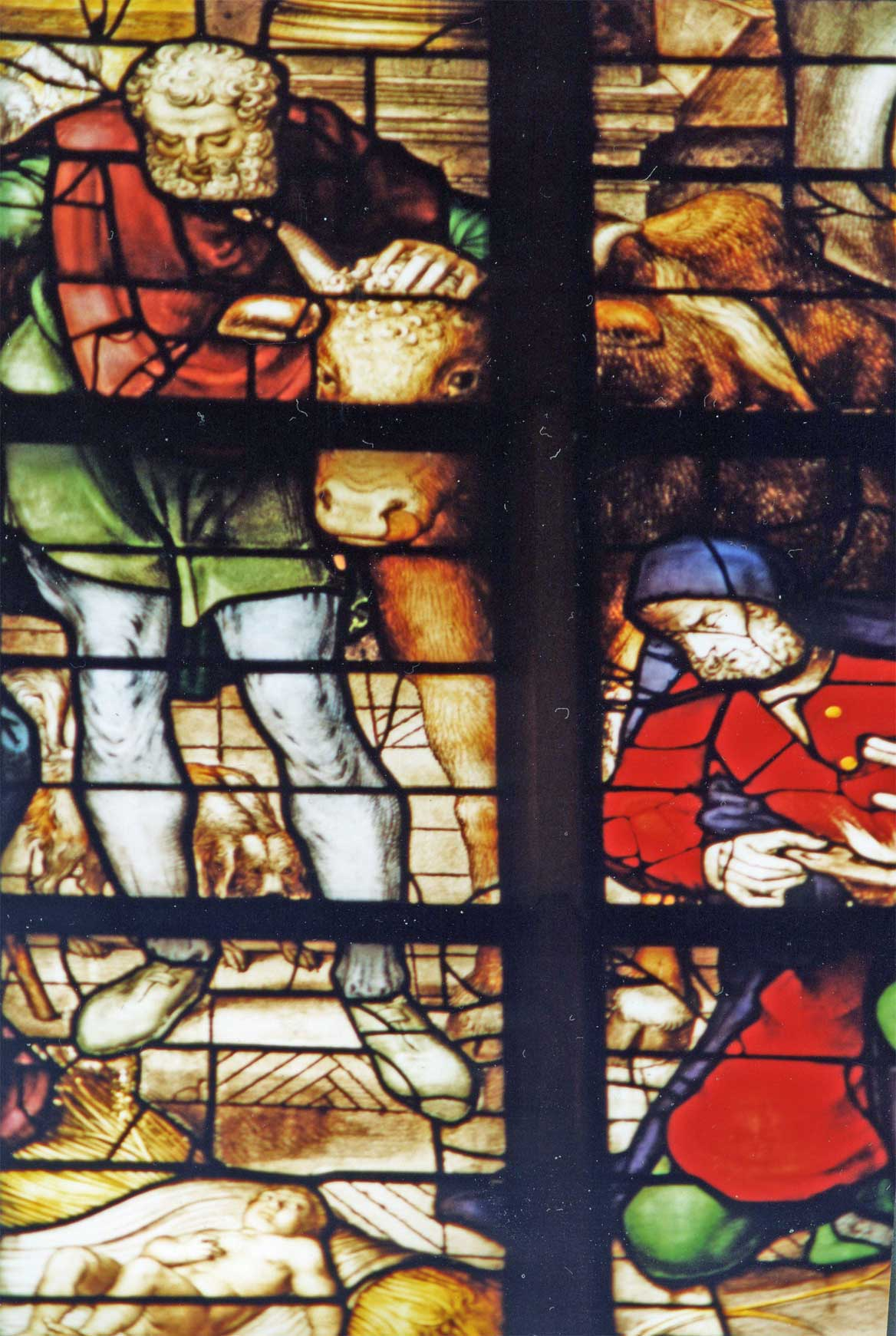
geboorte Christus - detail glas 12 St. Janskerk (Wouter Crabeth - 1564)
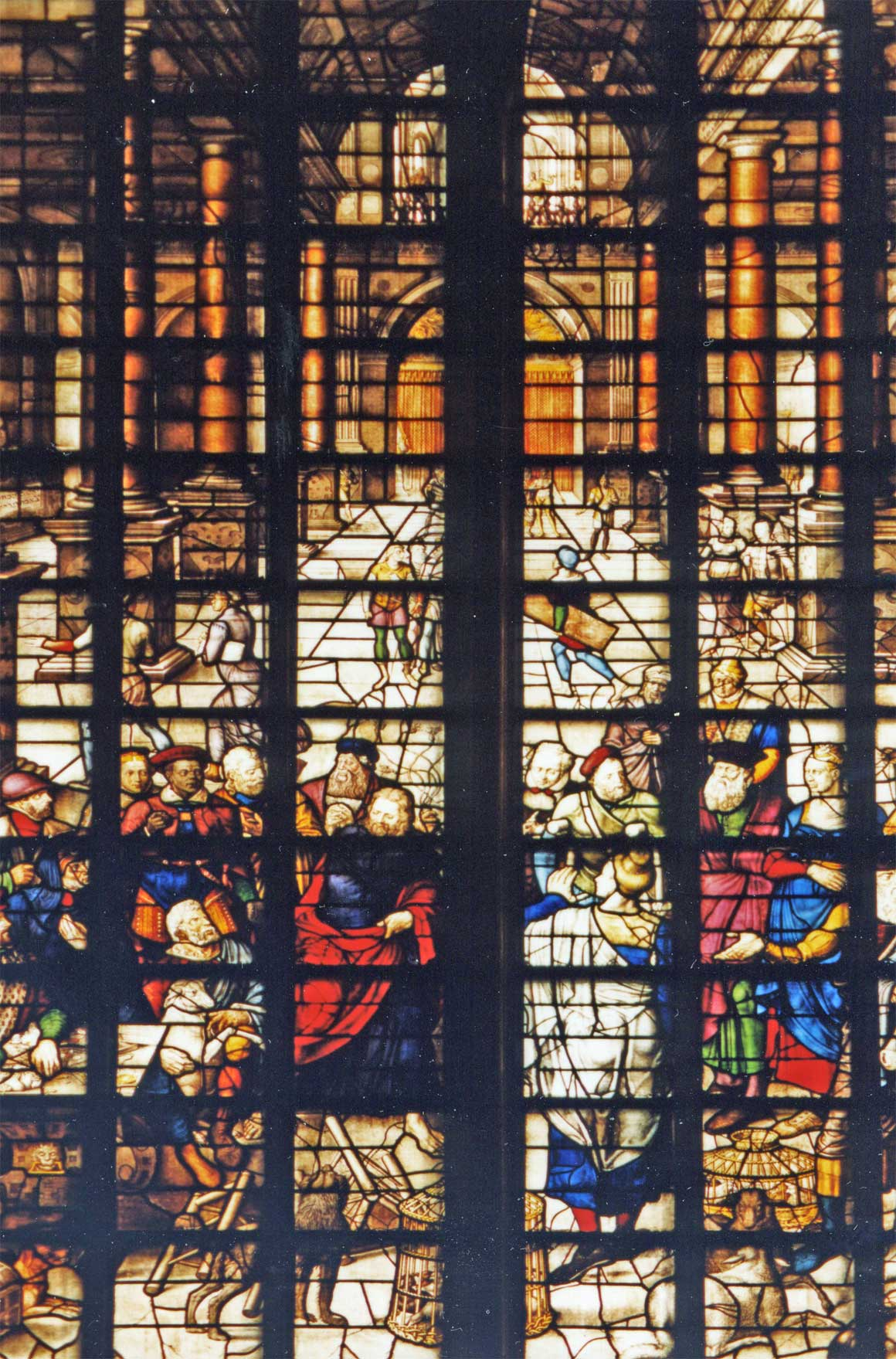
de tempelreiniging - glas 22 St. Janskerk (Dirck Crabeth - 1567)
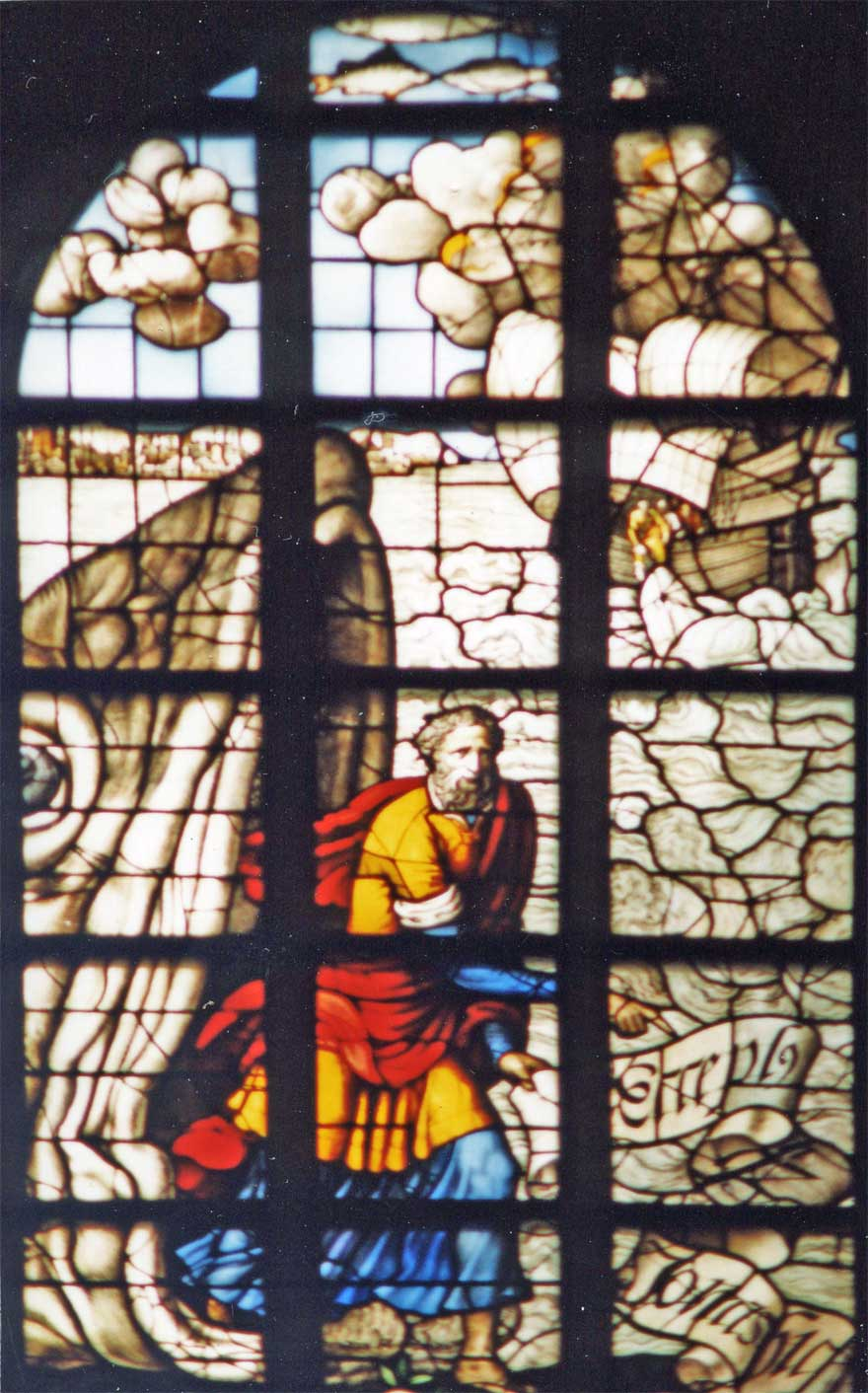
Jona en de walvis - glas 30 St. Janskerk (Dirck Crabeth - voor 1565)
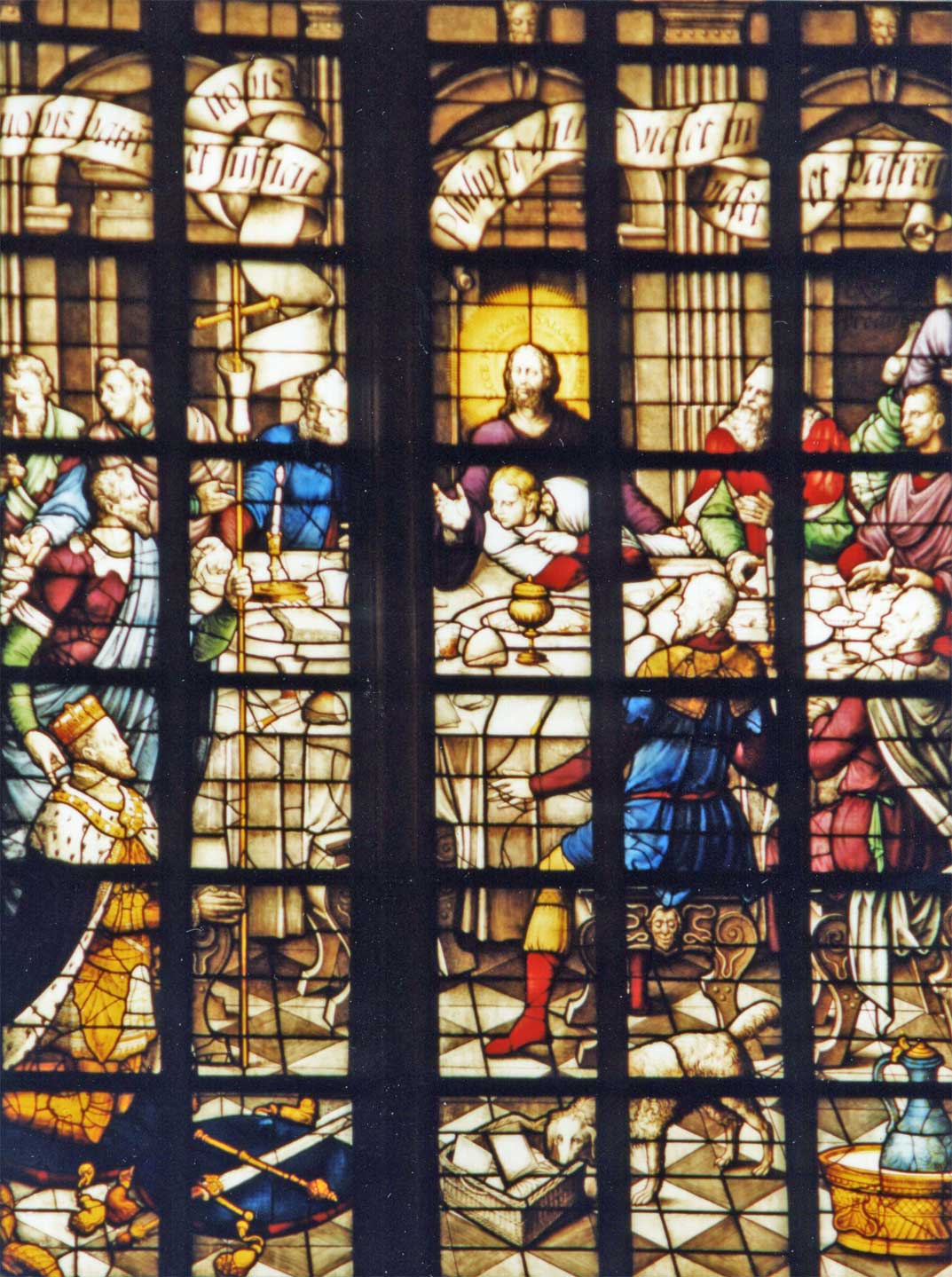
Het laatste avondmaal - glas 7 (midden) St. Janskerk (Dirk Crabeth - 1557)
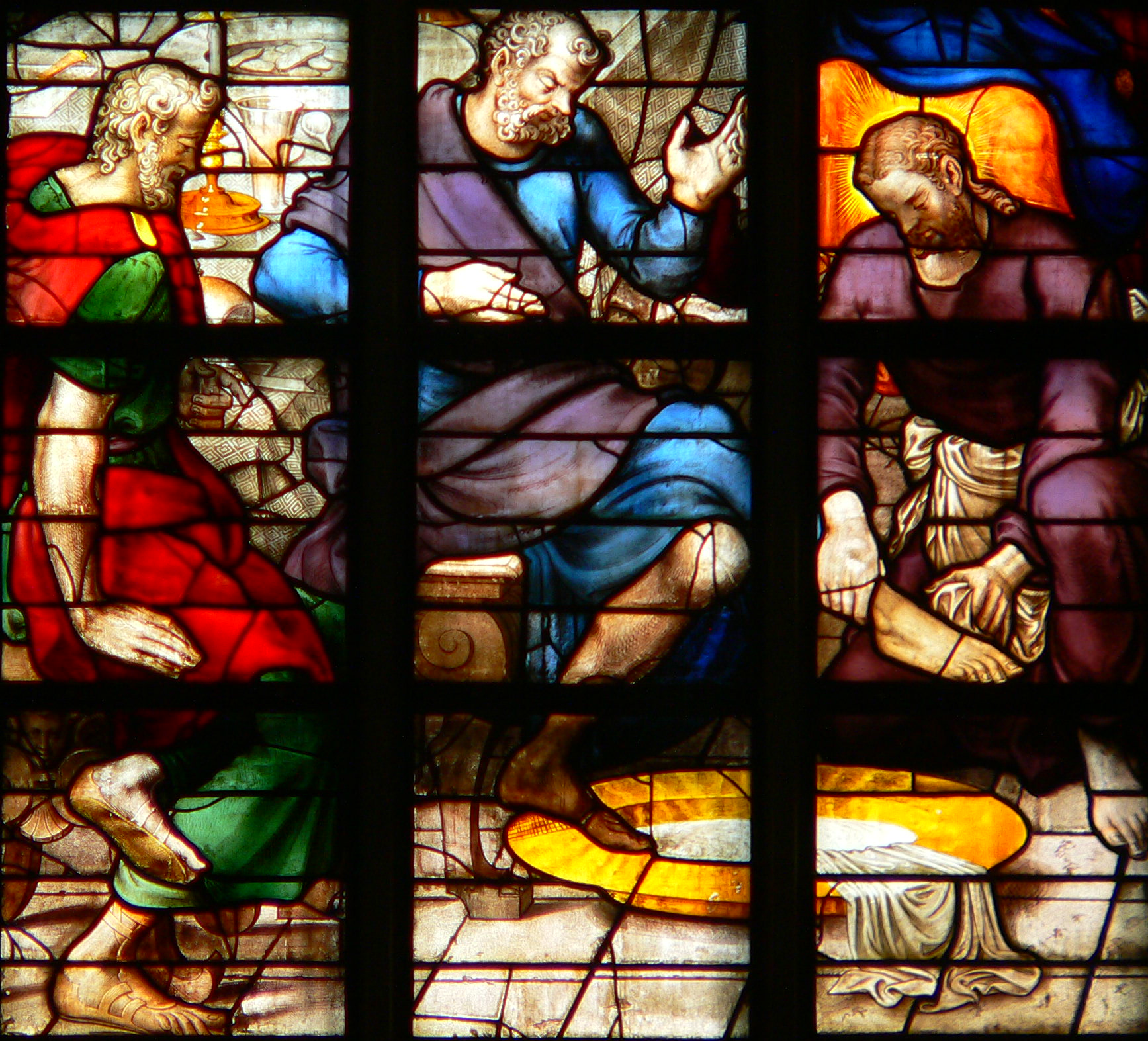
de voetwassing - glas 23 (midden, detail) St. Janskerk (Wouter Crabeth - 1562)
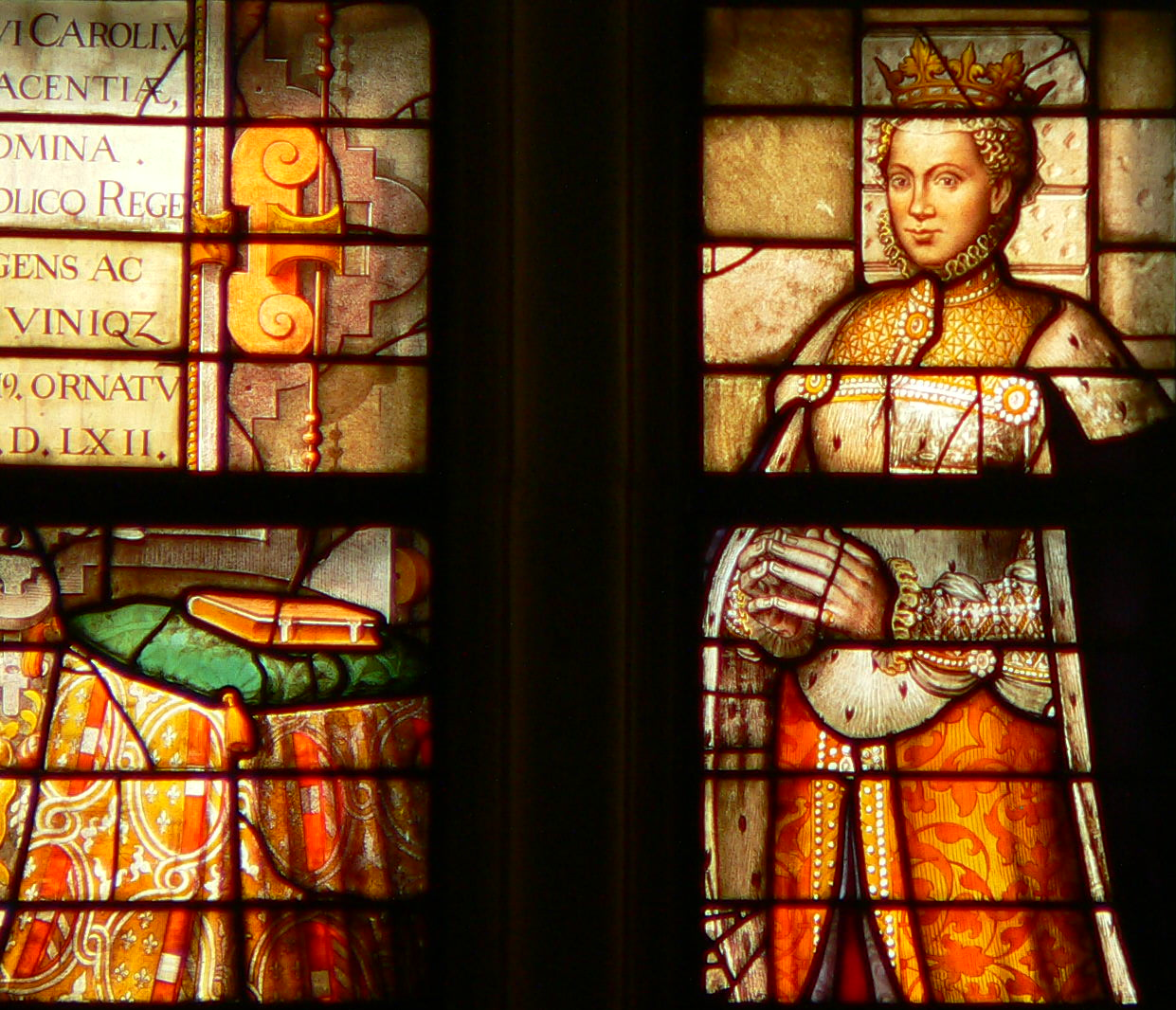
Margaretha van Parma - glas 23 (onder, detail) St. Janskerk (Wouter Crabeth - 1562)
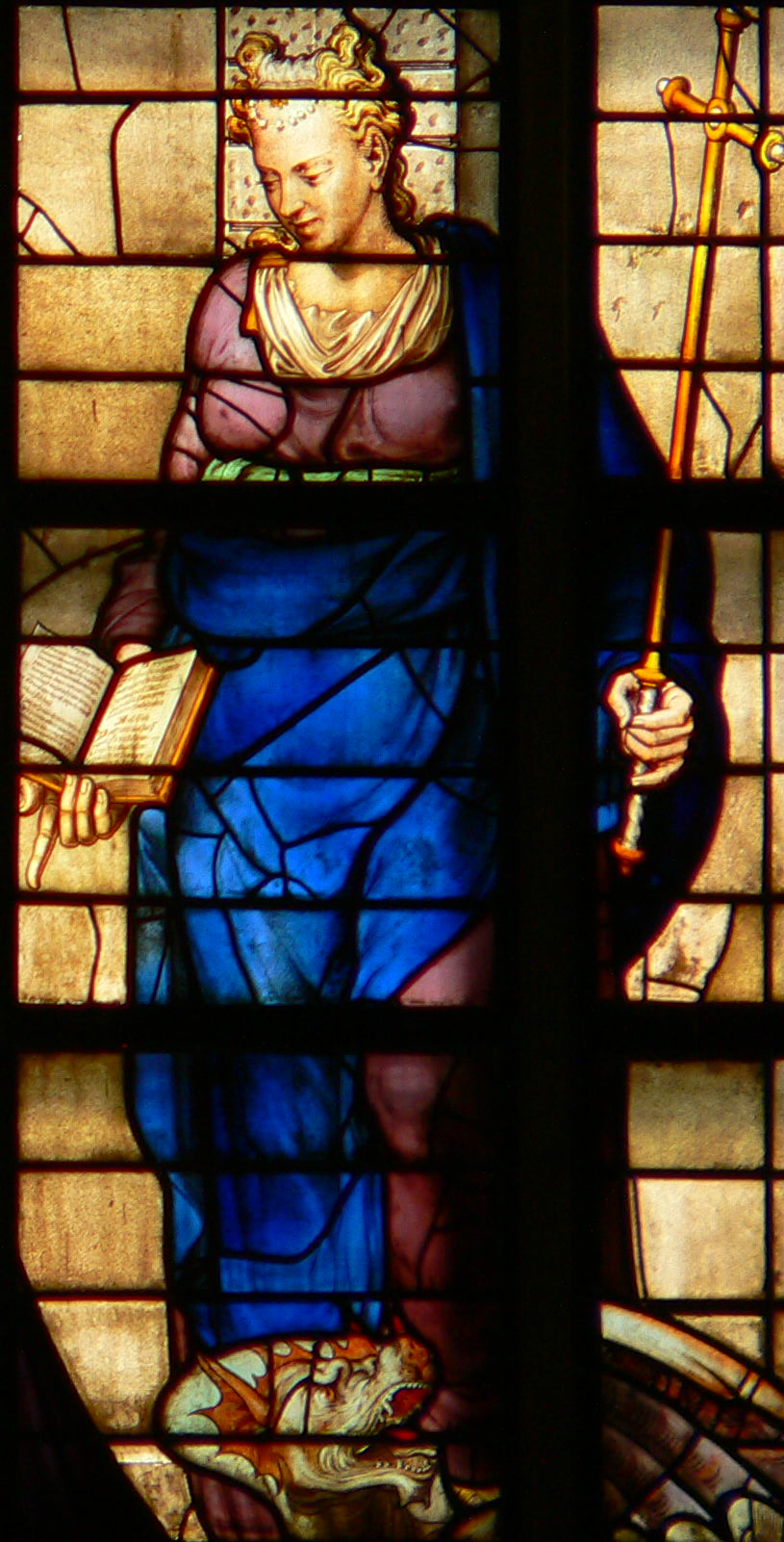
Margaretha van Antiochië - glas 23 (onder, detail) St. Janskerk (Wouter Crabeth - 1562)

## Straatnamen
- In Gouda zijn (in respectievelijk 1873 en 1883) de Crabethstraat en het Crabethpark naar hen genoemd.
- In 1867 is, eveneens in Gouda, de Dirck Crabethbrug gebouwd.